# Adrien Hulin
Adrien Hulin (Estinnes-au-Val, 3 december 1862 - Péronnes-lez-Binche, 18 juli 1935) was een Belgisch senator.

## Levensloop
Hulin was een zoon van Emile Hulin en Zoé Deprez. Hij trouwde in 1890 met Blanche Gravis (1872-1913) en ze kregen twee zoons. Hij promoveerde tot doctor in de rechten, maar vestigde zich als landbouwer.
Hij werd gemeenteraadslid (1921) in Péronnes-lez-Binche en provincieraadslid (1892-1912) voor Henegouwen.
In 1923 werd hij verkozen tot katholiek provinciaal senator voor de provincie Henegouwen en vervulde dit mandaat tot in 1932.